# سارا ستینیا
سارا ستینیا (سیریلیک صربی: Сара Цетиња؛ زادهٔ ۱۶ آوریل ۲۰۰۰) بازیکن فوتبال اهل صربستان است که در حال حاضر برای باشگاه فوتبال زنان لاتزیو در پست دروازه‌بان بازی می‌کند.
وی همچنین در تیم ملی فوتبال زنان صربستان بازی کرده است.

## دوران باشگاهی
در تاریخ ۱۲ فوریه ۲۰۱۴، سارا ستینیا نخستین قرارداد حرفه‌ای خود را با تیم باشگاه فوتبال زنان اسپارتاک سوبوتیتسا که یکی از موفق‌ترین باشگاه‌های فوتبال زنان صربستان است، امضا کرد. این انتقال پس از گذراندن هفت سال در تیم‌های پایه باشگاه فوتبال باشگاه فوتبال زنان «پروف. بولسنیکوف» انجام شد؛ جایی که او آموزش‌های اولیه دروازه‌بانی را از سنین کودکی آغاز کرد و استعداد خود را در این پُست به نمایش گذاشت.
او سرانجام در تاریخ ۳۱ اوت ۲۰۱۵، نخستین بازی رسمی خود را در سوپرلیگ فوتبال زنان صربستان برای اسپارتاک انجام داد. در دوران حضورش در این تیم، ستینیا موفق شد تجربه‌های ارزشمندی در سطح نخست فوتبال زنان کشورش به دست آورد و گام‌های اولیه در مسیر حرفه‌ای را محکم بردارد.
در اکتبر ۲۰۲۰، ستینیا نخستین تجربه بین‌المللی خود را با پیوستن به باشگاه فوتبال زنان آ.اس. نانسی لورن در لیگ ۲ فوتبال زنان فرانسه آغاز کرد. حضور در لیگ فرانسه نقطه عطفی در مسیر پیشرفت او به‌شمار می‌رفت، اما شرایط در این تیم آن‌طور که انتظار می‌رفت پیش نرفت. او تنها در دو مسابقه رسمی لیگ به میدان رفت، چرا که باشگاه نانسی در پایان فصل تصمیم گرفت فعالیت تیم زنان خود را محدود کرده و آن را به دسته‌های منطقه‌ای تنزل دهد.
با وجود این تجربه کوتاه، ستینیا در تابستان ۲۰۲۱ با انتقال به تیم تازه‌صعودکرده پومیلیانو در سری آ زنان، فصل جدیدی را در فوتبال حرفه‌ای خود آغاز کرد. او در این تیم ایتالیایی فرصت بیشتری برای بازی یافت و در رقابت‌های مختلف لیگ و جام حذفی عملکرد قابل توجهی از خود نشان داد. واکنش‌های سریع، بازی با پا و رهبری خط دفاعی از جمله ویژگی‌هایی بود که مورد توجه کارشناسان قرار گرفت.
در فصل ۲۰۲۳–۲۰۲۴، ستینیا با پیوستن به باشگاه فوتبال زنان اینتر میلان گامی دیگر به جلو برداشت. او در این فصل در ۲۳ مسابقه از مجموع ۲۸ بازی لیگ در ترکیب اصلی قرار گرفت و یکی از عناصر کلیدی ترکیب تیم شد.
تنها پس از یک فصل، ستینیا در اوت ۲۰۲۴ به باشگاه فوتبال زنان لاتزیو زنان ۲۰۱۵، تیمی که به‌تازگی به سری آ زنان بازگشته بود، پیوست. عملکرد درخشان او در دیدارهای آغازین فصل سبب شد تا توجه رسانه‌های ایتالیایی و هواداران را به خود جلب کند و به‌سرعت در جایگاه دروازه‌بان شماره یک تیم تثبیت شود.

## دوران ملی
سارا ستینیا نخستین بازی ملی خود را برای تیم ملی فوتبال زنان صربستان در تاریخ ۱۷ ژوئن ۲۰۱۹ انجام داد. این دیدار دوستانه مقابل تیم ملی فوتبال زنان رومانی برگزار شد و صربستان با نتیجه ۳–۲ در کمپ ملی فدراسیون فوتبال صربستان در ستارا پازووا به پیروزی رسید.
در اکتبر ۲۰۲۱، ستینیا در چارچوب رقابت‌های مقدماتی جام جهانی فوتبال زنان ۲۰۲۳ – گروه H یوفا، برابر تیم ملی فوتبال زنان پرتغال به میدان رفت. این دیدار در ورزشگاه استادیو دو بونفیم شهر ستوبال برگزار شد و ستینیا ۹۰ دقیقه کامل درون دروازه ایستاد. با وجود نمایش قابل قبول او، صربستان که با ترکیبی ناقص به میدان آمده بود، در نهایت با نتیجه ۲–۱ شکست خورد.